# Железный век
Желе́зный век — эпоха в преистории и истории человечества, характеризующаяся распространением металлургии железа и изготовлением железных орудий. В различных регионах технология выплавки железа появилась в разное время. Самые ранние известные железные орудия появились в Передней Азии, Индии и в Южной Европе, где технология была известна уже на рубеже II и I тысячелетий до н. э. Скорость её распространения зависела от многих факторов, в первую очередь от запасов сырья и характера культурных и торговых факторов.
Представление о трёх веках (каменном, бронзовом и железном) существовало ещё в античном мире, оно упоминается в работах Тита Лукреция Кара. Однако сам термин «железный век» появился в научных работах в середине XIX века, его ввёл датский археолог Кристиан Юргенсен Томсен.
Период, когда начала распространяться железная металлургия, прошли все страны, однако к железному веку современные исследователи, как правило, относят только те культуры первобытных племён, которые обитали вне владений древних государств, образовавшихся во времена неолита и бронзового века — Месопотамии, Древнего Египта, Древней Греции, Индии, Китая.

## История понятия
Термин «железный век» появляется впервые в поэме «Труды и дни» древнегреческого поэта Гесиода, как символ упадочной современности в противоположность героическим прошедшим векам, железа не знавшим. В качестве исторической классификации его впервые ввёл датский археолог Кристиан Томсен. Он был директором Национального музея Дании и все экспонаты разделял по материалу на каменные, бронзовые и железные. Эта система получила признание не сразу, но постепенно её приняли на вооружение и другие учёные. В дальнейшем классификацию Томсена развил его ученик, Йенс Ворсо.
В дальнейшем система периодизации была переработана директором отдела доисторических древностей Музея национальных древностей в Сен-Жермен-ан-Лэ Габриэлем де Мортилье. Он выделил два периода — доисторический (дописьменный) и исторический (письменный). Первый из них учёный разделил на каменный, бронзовый и железный века. В дальнейшем эта система уточнялась разными учёными.
Позже были проведены исследования, итогом которых стали первоначальная классификация и датировка памятников железного века. В Западной Европе этим занимались Мориц Гёрнес (Австрия), Оскар Монтелиус и Нильс Оберг (Швеция), Отто Тишлер и Пауль Рейнеке (Германия), Жозеф Дешелет (Франция), Йосеф Пич (Чехия), Юзеф Костшевский (Польша); в Восточной Европе исследования проводили многие российские и советские археологи, в частности Василий Алексеевич Городцов, Александр Андреевич Спицын, Юрий Владимирович Готье, Пётр Николаевич Третьяков, Алексей Петрович Смирнов, Харри Альбертович Моора, Михаил Илларионович Артамонов, Борис Николаевич Граков; в Сибири — Сергей Александрович Теплоухов, Сергей Владимирович Киселёв, Сергей Иванович Руденко; на Кавказе — Борис Алексеевич Куфтин, Александр Александрович Иессен, Борис Борисович Пиотровский, Евгений Игнатьевич Крупнов; в Средней Азии — Сергей Павлович Толстов, Александр Натанович Бернштам, Алексей Иванович Тереножкин.

## Периодизация
По сравнению с каменным и бронзовым веками, продолжительность железного века невелика. Начало его обычно относят к началу I тысячелетия до н. э. (IX—VII века до н. э.) — именно в это время начинает развиваться самостоятельная выплавка железа у первобытных племён Европы и Азии. Окончание железного века ряд исследователей относят к I веку н. э. — к тому моменту, когда у римских историков появляются сообщения о племенах в Европе.
В то же время железо до настоящего времени является одним из важнейших материалов. Из-за этого археологи для периодизации истории первобытного мира нередко используют термин «ранний железный век». При этом для истории Европы термин «ранний железный век» используется только для начального этапа — так называемой гальштатской культуры.
Некоторые исследователи полагают, что концом железного века стало наступление промышленной революции, другие полагают, что он продолжается до сих пор.

## Сравнение бронзы и железа
Самородное железо в природе встречается редко (точнее говоря, не сохраняется в большинстве климатических условий из-за склонности к коррозии). Его выплавка из руды — достаточно трудоёмкое занятие, поскольку железо имеет более высокую температуру плавления, чем у бронзы, хуже и его литьевые качества (фактически литьё из железа — в отличие от чугуна — было освоено только в позднее средневековье, с появлением домны — до этого его получали сыродутным способом, при котором полного плавления содержащегося в руде железа не происходило, а рафинирование — окончательная очистка железа от примесей — осуществлялось проковкой заготовки). Кроме того, железо уступает бронзе некоторых сортов в твёрдости (однако твёрдые бронзы очень хрупки и в чистом виде непригодны для изготовления оружия или орудий труда) и коррозионной стойкости. По этим причинам достаточно долго железо использовалось очень мало.
Бронзовые орудия труда более долговечны, чем железные (в плане стойкости к коррозии, но не износу), и для их производства не требуется такая высокая температура, как для плавки железа. Поэтому большинство[кто?] специалистов считает, что переход от бронзы к железу был связан не с преимуществами изготовленных из железа орудий, а главным образом с тем обстоятельством, что массовое изготовление бронзовых орудий в конце эпохи бронзы быстро привело к истощению месторождений олова, необходимого для изготовления бронзы и распространённого в природе заметно меньше, чем медь.
Железные руды встречаются в природе гораздо чаще медных и оловянных. Чаще всего встречаются бурые железняки (в том числе — так называемая болотная руда, видимо, первый из источников железа, освоенных человеком), хотя они и считаются в наши дни относительно низкосортной рудой. В результате добыча железной руды в древности оказалась достаточно выгодным занятием, железо оказалось доступнее меди и сопоставимо по стоимости производства со сплавами на медной основе. Навыки и технологии литья бронзы создали предпосылки и для развития железной металлургии.
Полностью вытеснить бронзу в большинстве применений смогли лишь стали — сплавы железа с углеродом, способные подвергаться термическому упрочнению (закаливанию), после которого сочетают высокую твёрдость с упругостью, что недоступно бронзе. Изначально сталь получали науглероживанием железа, впоследствии появилась передельная сталь, получаемая снижением содержания углерода в чугуне, что позволило значительно увеличить объёмы производства. В конечном итоге появление дешёвого железа и имеющей превосходные качества стали привело к почти полному вытеснению из обихода бронзовых и каменных орудий (использование которых продолжалось и в бронзовом веке). Заметно расширился и перечень орудий, шире стало их разнообразие, что в свою очередь создало новые возможности для развития хозяйства и повышению производительности труда.

## История
Железо (в первую очередь метеоритное) было известно уже в IV тысячелетии до н. э. Метеоритное железо, благодаря содержанию никеля, при холодной ковке обладало высокой твёрдостью, однако встречалось такое железо редко. В результате долгое время железо практически не находило применения.
Английский археолог Энтони Снодграсс выделил три стадии развития железной технологии. Вначале железо встречается редко и является предметом роскоши. На следующей стадии железо уже используют для изготовления орудий труда, но преимущественно используются ещё бронзовые орудия. На последней же стадии железные орудия начинают преобладать над всеми прочими.
Самые ранние находки предметов, сделанных из метеоритного железа, известны в Иране (VI—IV тысячелетие до н. э.), Ираке (V тысячелетие до н. э.) и Египте (IV тысячелетие до н. э.). В Месопотамии первые железные предметы датированы III тысячелетием до н. э. Также железные предметы находили в ямной культуре на Южном Урале (III тысячелетие до н. э.) и в афанасьевской культуре в Южной Сибири (III тысячелетие до н. э.). Кроме того, железные предметы изготавливали эскимосы и индейцы северо-запада Северной Америки и в Китае периода династии Чжоу.
Вероятно, изначально рудное железо было получено случайно — железная руда использовалась в качестве флюса при получении бронзы, в результате чего образовывалось чистое железо. Однако его количество было очень мало. Позже научились использовать метеоритное железо, которое считалось даром богов. Первоначально железо было очень дорого и использовалось в основном для изготовления ритуальных предметов.
Позже появился и первый способ добычи железа из руды — сыродутный процесс, иногда также называемый варкой железа. Использование данного метода стало возможно с изобретением сыродутного горна, в который подавался холодный воздух. Изначально железная руда помещалась в ямы, закрытые сверху, позже стали использовать печи из глины. В горне достигалась температура в 900 °C, при которой происходило восстановление железа из оксида с помощью угарного газа, источником которого служил древесный уголь. В результате получалась так называемая крица — пористый кусок железа, пропитанный шлаком. Для удаления шлака использовалась ковка. Несмотря на его недостатки, этот процесс долгое время оставался основным методом получения железа.
Впервые железо научились обрабатывать в северных районах Анатолии. По устоявшемуся мнению, первыми освоили технологию получения железа в племенах, подчинённых хеттам.
Древнегреческая традиция считала открывателем железа народ халибов, живших в восточной части Малой Азии на южном берегу Чёрного моря, для которых в литературе использовалось устойчивое выражение «отец железа», и само название стали в греческом языке (Χάλυβας) происходит именно от этнонима.
Аристотель оставил описание халибского способа получения железа: халибы несколько раз промывали речной песок, добавляли к нему какое-то огнеупорное вещество и плавили в печах особой конструкции; полученный таким образом металл имел серебристый цвет и был нержавеющим. В качестве сырья для выплавки железа использовались магнетитовые пески, запасы которых встречаются по всему побережью Чёрного моря — эти магнетитовые пески состоят из смеси мелких зёрен магнетита, титано-магнетита, ильменита и обломков других пород, так что выплавляемая халибами сталь была легированной, и, по-видимому, обладала высокими качествами. Такой своеобразный способ получения железа не из руды говорит о том, что халибы, скорее, открыли железо как технологический материал, но не способ его повсеместного промышленного производства. Видимо, их открытие послужило толчком для дальнейшего развития металлургии железа, в том числе из руды, добываемой в копях. Климент Александрийский в своём труде «Строматы» (гл. 21) упоминает, что по греческим преданиям железо было открыто на горе Иде — так называлась горная цепь возле Трои, напротив острова Лесбос (в «Илиаде» она упоминается как гора Ида, с которой Зевс наблюдал за битвой греков с троянцами).
В хеттских текстах железо обозначается словом par-zi-lum (ср.: ивр. «ברזל» — «барзель», лат. ferrum и рус. железо), и железные изделия употреблялись хеттами примерно с начала второго тысячелетия до нашей эры. Например, в тексте хеттского царя Анитты (около 1800 г. до н. э.) говорится:
Когда на город Пурусханду в поход я пошёл, человек из города Пурусханды ко мне поклониться пришёл (…?), и он мне 1 железный трон и 1 железный скипетр (?) в знак покорности (?) преподнёс.
То, что железо действительно открыто в Хеттии подтверждается и греческим наименованием стали Χάλυβας, и тем, что в гробнице египетского фараона Тутанхамона (правил ок. 1332—1323 гг. до н. э.) был найден один из первых железных кинжалов, явно подаренный ему хеттами. Сохранилось также письмо царя хеттов Хаттуссили III (1250 г. до н. э.) царю Ассирии Салмансару I, в котором сообщается о том, что хетты выплавляют железо. Хетты долго хранили технологию производства железа в тайне. Объёмы производства ими железных изделий были не очень большими, однако они позволяли хеттам продавать их в соседние страны. Позднее технология железа постепенно распространилась и в другие страны.
Если первоначально железо было очень дорогим материалом (в документах, датированных XIX—XVIII веками до н. э., обнаруженных в руинах ассирийского поселения Кюльтепе в Центральной Анатолии, упоминается, что стоимость железа была в 8 раз больше стоимости золота), то с открытием способа получения железа из руды его стоимость падает. Так в найденных при раскопках дворца ассирийского царя Саргона табличках говорится, что при основании дворца (714 год до н. э.) были преподнесены дары, в том числе и металлы, при этом железо уже не упоминается в качестве дорогого металла, хотя при раскопках был обнаружен склад железных криц.
Обширные пространства лесной зоны в эпоху бронзы отставали в социально-экономическом развитии от южных регионов, но после начала выплавки там железа из местных руд стала совершенствоваться земледельческая техника, появился железный лемех, пригодный для распашки тяжёлых лесных почв, и обитатели лесной зоны перешли к земледелию. В результате в эпоху железа исчезли многие леса Западной Европы. Но и в регионах, где земледелие возникло раньше, внедрение железа способствовало улучшению ирригационных систем: происходило совершенствование оросительных сооружений, улучшались водоподъёмные сооружения (в частности, в середине I тысячелетия до н. э. стало использоваться водоподъёмное колесо). Это привело к повышению продуктивности полей.
Значительно ускорилось и развитие различных ремёсел, в первую очередь кузнечного, оружейного, создания транспорта (кораблей, колесниц), рудничного дела, обработки камней и дерева. В результате начало интенсивно развиваться мореплавание, строительство зданий и создание дорог, а также улучшалась военная техника. Развивалась и торговля, а в середине I тысячелетия до н. э. в ходу появились металлические монеты.

## Распространение железной металлургии
Процесс распространения железной металлургии был не очень быстрым. В различных странах технология выплавки железа появилась в разное время. Скорость распространения зависела от многих факторов, в первую очередь от запасов сырья и характера культурных и торговых факторов.
В первую очередь железная металлургия распространилась в Передней Азии, Индии и в Южной Европе, где железные орудия широко использовались уже на рубеже II и I тысячелетий до н. э. В Северной Европе технология обработки железа распространилась только с VII века до н. э., в Египте — в VI веке до н. э., в странах Дальнего Востока — в VII—V веках до н. э.
В XIII веке до н. э. скорость распространения технологии производства железа увеличивается. К XII веку до н. э. железо умели получать в Сирии и Палестине, а к IX веку до н. э. бронза оказалась практически вытеснена железом, а торговля им велась повсеместно. Основным путём экспорта железа был путь через долину Ефрата и горы в Северной Сирии на юг, а через понтийские колонии — на север. Этот путь получил название железного.
На Кипре железные изделия были известны ещё в XIX веке до н. э., однако собственная технология получения железа на Эгейских островах появляется только в начале I тыс. до н. э. Около XII—XI веков до н. э. в Восточном Средиземноморье (на Кипре или в Палестине) был изобретён способ науглероживания и закаливания железа, в результате чего железо стало конкурировать здесь с бронзой.
Армения также считается одним из районов раннего появления железа, которое там вошло в постоянный обиход в IX в. до н. э., хотя в Закавказье первые железные изделия относятся ещё к XV—XIV вв. до н. э., они найдены в комплексах погребений могильников Самтавро и Тли (Грузия). Железные изделия широко использовались в Урарту.
В Греции железо распространилось в IX—VI веках до н. э. Оно неоднократно упоминается в Гомеровском эпосе (по большей части в Одиссее), хотя и вместе с бронзой, которая в то время ещё широко использовалась. В Европу технология производства железа возможно попала либо через Грецию — Балканы, либо через Грецию — Италию — северные Балканы, либо через Кавказ — Южную Россию — Карпатский бассейн. На Западных Балканах и Нижнем Придунавье редкие железные предметы появились во второй половине II тысячелетия до н. э., а к VIII веку до н. э. они широко распространились.
В VII веке до н. э. железная технология проникает в Северную Европу. Уже в V веке до н. э. она была хорошо освоена кельтами, которые научились соединять железо и сталь в одном предмете, что позволило получать хорошо поддающиеся обработке пластины с остро заточенными краями. Кельты научили технологии и римлян. В Скандинавии железо вытеснило бронзу только в начале нашей эры, в Британии — к V веку до н. э. А германцы, как сообщает Тацит, железо использовали мало.
В Восточной Европе технология производства железа была освоена в VIII веке до н. э., при этом среди находок попадаются сложные биметаллические предметы. Также здесь достаточно рано освоили процесс цементации и изготовления стали.
В Сибири, богатой медными и оловянными рудами, железный век наступил позже, чем в Европе. В Западной Сибири использование железных предметов началось в VIII—V веках до н. э., но только в III веке до н. э. железо стало превалировать. В это же время наступил железный век и в Алтае и Минусинской котловине, а в лесах Западной Сибири он начался только в конце I тысячелетия до н. э.
В Юго-Восточной Азии железо появляется в середине I тысячелетия до н. э., а широко применяться начало во второй половине тысячелетия.
В Китае первые биметаллические предметы, содержащие метеоритное железо, появляются во II тысячелетии до н. э., но производство железа развилось к середине I тысячелетия до н. э. При этом в Китае достаточно рано научились получать высокие температуры в горне и делать отливки в формы, получая чугун.
В Африке, по мнению ряда исследователей, железная технология развилась независимо. По другой версии изначально она была заимствована, но затем развивалась самостоятельно. Здесь очень рано научились получать сталь, а также изобрели высокий цилиндрический горн, а подаваемый в него воздух начали подогревать. В Нубии, Судане, Ливии первые железные предметы известны с около VI века до н. э. Железный век в Африке наступил во второй половине I тысячелетия до н. э., причём в некоторых регионах — сразу после каменного века. Так в Южной Африке, в Великой Саванне бассейна реки Конго, в которой находятся богатые залежи медной руды, производство меди было освоено позже, чем производство железа, причём медь использовалась только на украшения, а орудия труда изготавливались только из железа.
В Америке развитие металлургии имело свои особенности. В ней существовало несколько очагов, где рано научились обрабатывать цветные металлы. Так в Андах находились богатые месторождения металлов, первым освоили производство золота, причём произошло это одновременно с освоением производства керамики. С XVIII века до н. э. и до второй половины II тысячелетия до н. э. здесь широко использовали изделия из золота и серебра. В Перу был открыт сплав меди и золота (тумбага), который очень ценился. В Мезоамерике металлы появились только в I тысячелитии до н. э., а металлургия была освоена племенами майя только в VII—VIII веках н. э.
В Северной Америке сначала использовалась медь, а в I тысячелетии до н. э. появилось железо. Первыми его стали использовать в западных районах жители берингоморской культуры. Сначала использовалось метеоритное, а потом научились получать кричное железо.
В Австралии технология производства железа появилась только в эпоху Великих географических открытий.

## Культуры железного века Евразии
[[Файл:ArcheologicalCulturesOfCentralEuropeAtEarlyPreRomanIronAge.png|thumb|240px|Центрально-Европейские культуры раннего железного века:

 — нордические культуры,
 — ясторфская культура,
 — культура Харпштедт-Нинбург,
 — латенская культура,
 — лужицкая культура,
 — культура домовидных урн,
 — днепро-двинская культура,
 — поморская культура туров,
 — милоградская культура,
 — прото-эстонцы.]]

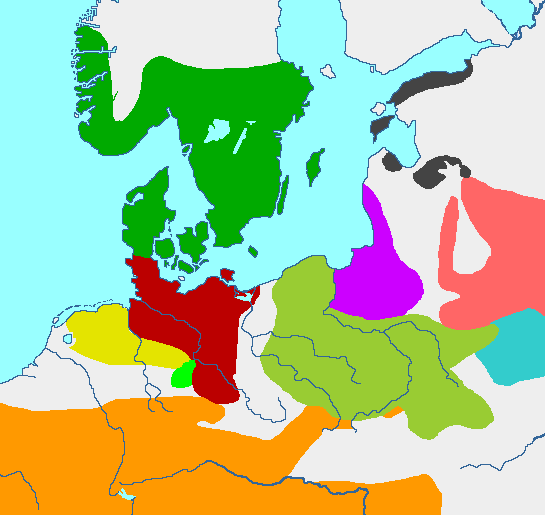
Центрально-Европейские культуры раннего железного века:
— нордические культуры,
— ясторфская культура,
— культура Харпштедт-Нинбург,
— латенская культура,
— лужицкая культура,
— культура домовидных урн,
— днепро-двинская культура,
— поморская культура туров,
— милоградская культура,
легенда|#220|— прото-эстонцы.

В I тысячелетии до н. э., согласно классификации М. Б. Щукина, существовали следующие «культурные миры»:
- мир античных цивилизаций, охватывающий Средиземноморье и включающий также эллинизированные культуры Востока;
- мир кельтов Западной Европы, представленный гальштатской и латенской археологическими культурами;
- мир культур Прикарпатья, созданных фракийцами;
- мир латенизированных культур Центральной и Северной Европы, для которых характерны «поля погребений» с господством трупосожжения в погребальной практике и керамика с лощёно-храповатой (специально ошершавленной) поверхностью (к этому миру относятся ясторфская культура северной Германии, поморская культура, пшеворская культура и оксывская культура Польши, зарубинецкая культура Украины и Беларуси, поянешти-лукашевская культура в Молдавии и Румынии, а также ещё ряд других более мелких культур);
- мир лесных культур Северо-восточной Европы восточнее Западного Буга, включающий культуру западнобалтских курганов и культуру «штрихованной керамики» части Литвы и Беларуси, а также милоградскую, днепро-двинскую, и среднетушемлинскую культуры (протобалты);
- мир лесных культур Восточной Европы, представленный культурами с сетчатой и текстильной керамикой — прежде всего это дьяковская и городецкая культуры (протофинны);
- мир лесных культур Прикамья и Приуралья, объединяющий ананьинскую и пьяноборскую культуры (протопермяне);
- мир степных кочевых культур, например, пазырыкская культура;
- мир лесных культур Урала и Западной Сибири (протоугры и протосамодийцы, к примеру постгамаюнская культура, поститкульская культура[8][9]);
- мир лесостепных культур Западной Сибири (южные протоугры).

Эти миры оставались более или менее стабильными до эпохи Великого переселения народов.